# Lierse Sportkring
Lierse Sportkring es un club de fútbol belga originario de Oosterwijk, que ahora juega en Lier, en la provincia de Amberes. Actualmente milita en la Segunda División de Bélgica. Se considera el club sucesor del desaparecido Lierse S.K. Desde junio de 2024 pasa a denominarse Lierse Sportkring.

## Historia
El club se fundó en 1943 como FC Oosterzonen Oosterwijk en Oosterwijk (barrio de Westerlo) con el número de matrícula 3970 y comenzó a jugar en categorías provinciales belgas donde se mantuvo entre varias divisiones, casi siempre en el nivel sexto o séptimo de la pirámide del fútbol belga. En 2007, 2008 y 2009, el club consiguió ganar su división tres años seguidos para subir por primera vez en su historia a categoría nacional. En la 4.ª división belga, el club consiguió evitar el descenso durante varias temporadas, antes de conseguir otro ascenso a la 3.ª División belga en la campaña 2012-13. En la temporada 2013-2014, el club completó una gran actuación en la Copa de Bélgica. Oosterzonen eliminó sucesivamente a SK Eernegem, Union Saint-Gilloise y FCV Dender EH hasta llegar a dieciseisavos contra el primera división KAA Gent. Oosterzonen perdió 4-0 en el Ghelamco Arena. Debido a la reforma en el sistema de ligas belgas, el club empezó a jugar en la Primera División Aficionada de Bélgica.
En mayo de 2018, se anunció que el club se trasladaría a Lier, fruto de una fusión con la antigua directiva del Lierse SK (club que había sufrido una bancarrota recientemente) para crear un nuevo club que se llamaría  Lierse Kempenzonen. El nuevo club usaría el antiguo escudo del Lierse S.K. y jugaría como local en el estadio Herman Vanderpoortenstadion. Este cambio de nombre fue rechazado al principio por la Asociación Belga de Fútbol, pero posteriormente fue aprobado. El club compró el nombre, el logotipo y el material del Lierse SK en quiebra. A largo plazo, el club apunta al desarrollo de un equipo completamente profesional. 
En diciembre de 2018 se inauguró un museo, que es bastante único en el fútbol belga. Aquí los seguidores pueden ver todos los altibajos del club a lo largo de la historia. Se hizo un llamamiento a los coleccionistas y simpatizantes para que aportaran objetos relacionados con el club y su historia.
En febrero de 2019, el club compró el antiguo complejo juvenil en Kessel al ex Lierse, que se compartió por primera vez con los juveniles de Koninklijke Lyra-Lierse Berlaar. Así el club daba un paso importante en el desarrollo de la cantera por la que el antiguo Lierse SK era tan reconocido. También quieren atraer al menor número posible de jugadores extranjeros y, sobre todo, prefieren a los jóvenes de la región. También hay un sitio en Oosterwijk donde juega otra rama de los juveniles de Lierse, al igual que el equipo filial.
La temporada 2019/2020 se detuvo 6 jornadas antes del final de la competición debido al estallido de la crisis del coronavirus y la clasificación se tomó como final, Lierse Kempenzonen terminó 13°, evitando por poco el descenso a la Segunda División Aficionada. La liga de Primera división también se detuvo a una jornada del final, descendiendo el Waasland-Beveren. Sin embargo, apelaron contra el descenso  y se demostró que tenían razón, por eso se decidió reformar la competición y dejar competir a 18 equipos en la categoría en lugar de los 16 habituales. Esto significó que tanto Beerschot como OH Leuven ascendieron, lo que resultó en una escasez de equipos en la Segunda división. Lierse Kempenzonen resultó ser el único equipo de Primera División Aficionada que logró obtener una licencia profesional para la temporada 2020/2021 y, por lo tanto, se le permitió, a pesar de quedar 13.º en la temporada anterior, ascender a Segunda División. 

## Resultados
| Temporada                      | División | División | División | División | División | División | División | División | División | Denominación            | Puntos                                                | Observaciones                                            |
|                                | I        | I        | II       | III      | IV       | P.I      | P.II     | P.III    | P.IV     |                         |                                                       |                                                          |
| ------------------------------ | -------- | -------- | -------- | -------- | -------- | -------- | -------- | -------- | -------- | ----------------------- | ----------------------------------------------------- | -------------------------------------------------------- |
| Como FC Oosterzonen Oosterwijk |          |          |          |          |          |          |          |          |          |                         |                                                       |                                                          |
| 2003/04                        |          |          |          |          |          |          |          |          | 1        | Cuarta Prov. Amberes D  | 65                                                    |                                                          |
| 2004/05                        |          |          |          |          |          |          |          | 8        |          | Tercera Prov. Amberes C | 39                                                    |                                                          |
| 2005/06                        |          |          |          |          |          |          |          | 6        |          | Tercera Prov. Amberes C | 45                                                    |                                                          |
| 2006/07                        |          |          |          |          |          |          |          | 1        |          | Tercera Prov. Amberes C | 70                                                    |                                                          |
| 2007/08                        |          |          |          |          |          |          | 1        |          |          | Segunda Prov. Amberes B | 66                                                    |                                                          |
| 2008/09                        |          |          |          |          |          | 1        |          |          |          | Primera Prov. Amberes   | 79                                                    |                                                          |
| 2009/10                        |          |          |          |          | 3        |          |          |          |          | Cuarta B                | 49                                                    |                                                          |
| 2010/11                        |          |          |          |          | 3        |          |          |          |          | Cuarta C                | 48                                                    | Derrota en la ronda final de ascenso ante Sparta Petegem |
| 2011/12                        |          |          |          |          | 12       |          |          |          |          | Cuarta C                | 37                                                    |                                                          |
| 2012/13                        |          |          |          |          | 1        |          |          |          |          | Cuarta C                | 69                                                    | Ascenso a Tercera División                               |
| 2013/14                        |          |          |          | 15       |          |          |          |          |          | Tercera B               | 39                                                    |                                                          |
| 2014/15                        |          |          |          | 9        |          |          |          |          |          | Tercera B               | 51                                                    |                                                          |
| 2015/16                        |          |          |          | 2        |          |          |          |          |          | Tercera B               | 71                                                    | Ascenso a Segunda                                        |
|                                | 1A       | 1B       | 1Am      | 2Am      | 3Am      | P.I      | P.II     | P.III    | P.IV     |                         | Desde 2016-17 hay 3 niveles nacionales y 2 regionales | Desde 2016-17 hay 3 niveles nacionales y 2 regionales    |
| 2016/17                        |          |          | 12       |          |          |          |          |          |          | Primera División Afic.  | 31                                                    |                                                          |
| 2017/18                        |          |          | 12       |          |          |          |          |          |          | Primera División Afic.  | 34                                                    |                                                          |
| Como Lierse Kempenzonen        |          |          |          |          |          |          |          |          |          |                         |                                                       |                                                          |
| 2018/19                        |          |          | 3        |          |          |          |          |          |          | Primera División Afic.  | 34 (48)                                               | 4.º en temporada regular                                 |
| 2019/20                        |          |          | 13       |          |          |          |          |          |          | Primera División Afic.  | 26                                                    | Suspendido prematuramente debido al Covid-19             |
| 2020/21                        |          | 7        |          |          |          |          |          |          |          | Segunda                 | 16                                                    |                                                          |
| 2021/22                        |          | 5        |          |          |          |          |          |          |          | Segunda                 | 36                                                    |                                                          |
| 2022/23                        |          | 5        |          |          |          |          |          |          |          | Segunda                 | 46                                                    |                                                          |
| 2023/24                        |          | 11       |          |          |          |          |          |          |          | Segunda                 | 35                                                    |                                                          |
| Como Lierse Sportkring         |          |          |          |          |          |          |          |          |          |                         |                                                       |                                                          |
| 2024/25                        |          | 8        |          |          |          |          |          |          |          | Segunda                 | 40                                                    |                                                          |